# 291.
◄ | 2. stoljeće | 3. stoljeće | 4. stoljeće | ►
◄ | 260-ih | 270-ih | 280-ih | 290-ih | 300-ih | 310-ih | 320-ih | ►
◄◄ | ◄ | 288. | 289. | 290. | 291. | 292. | 293. | 294. | ► | ►►
Astronomija • Književnost • Kršćanstvo

## Rođenja
- Agneza Rimska, svetica

## Vanjske poveznice
|  | Zajednički poslužitelj ima još gradiva o temi 291. |